# Valledupar
Valledupar a kolumbiai Cesar megye székhelye.

## Földrajz
A város Kolumbia és azon belül Cesar megye északi részén található, a Sierra Nevada de Santa Marta hegységtől délre, a Cesar folyó völgyében. Északkeleti szélén folyik a Guatapurí folyó, amely a város mellett torkollik a Cesarba.
A városon áthalad a 80-as főút, amely a tőle északkeletre levő San Juan del Cesar városát köti össze a délnyugatra fekvő El Carmen de Bolívarral. Valledupar mellett egy belföldi forgalmat lebonyolító repülőtér is található, az Alfonso López Pumarejo repülőtér.

## Népesség
Ahogy egész Kolumbiában, a népesség növekedése Valleduparban is gyors, ezt szemlélteti az alábbi táblázat:
| Év   | Lakosság |
| ---- | -------- |
| 1938 | 3339     |
| 1940 | 4254     |
| 1951 | 9011     |
| 1993 | 202 404  |
| 2005 | 299 065  |

## Története
A várost 1550. január 6-án alapította Hernando de Santana kapitány. A kezdeti időkben neve Ciudad de los Santos Reyes del Valle de Upar volt: a Santos Reyes („szent királyok”) nevet azért kapta, mert háromkirályok napján alapították, a Valle („völgy”) a földrajzi elhelyezkedésére utal, az Upar pedig egy helyi kacika neve volt (jelentése a helyi indián nyelven: „víz, ami kiszáradt”). Később ez a hosszú városnév rövidült le Valleduparra.
Alapításától fogva a település fő kereskedelmi partnere Cartagena és La Guajira vidéke, benne a tenger partján fekvő Riohacha volt, ahonnan például sót hoztak, míg Valle de Upar térségéből főként a szarvasmarha- és juhtartásból származó termékeket, valamint brazilfát szállítottak. A kezdeti századok során az indiánok sokszor lázongtak a spanyol gyarmatosítók ellen, akik magas adókat vetettek ki az őslakókra. A 17. század végén a csimilák, a kariacsilok, a tupék és az itotók nagy felkelését végül sikerült levernie a spanyoloknak, igaz, a környező területek jó része továbbra is a csimiláké maradt, akik nehezítették a kereskedelmet és állandó fenyegetést jelentettek a környező településekre. Az indiánok hatalmát végül a 18. század közepén törték meg, ezután földjeiket birtokba vették a szarvasmarhák, amelyek tartása régebb óta a legjelentősebb bevételi forrás volt a vidéken.
A 19. század elején Valledupar volt az egyik első település, ahol kikiáltották a függetlenséget: ez 1813. február 4-én történt meg. A város ebben a században Santa Marta tartomány egyik kantonja volt, majd a század közepén létrehozták Valledupar tartományt. Maga a település azonban sokáig igen kicsi maradt, lakossága még a 20. század közepére sem érte el a 10 000 főt. 1932-ben a központon kívül mindössze két városrésze volt, Cañahuate és Los Cerezos. A sokáig csak állattartásból élő lakosság akkor bővült mezőgazdasági munkások tömegével, amikor a gyapot, a rizs és a cirok termesztése nagy mértékben felfutott. 1967-ben Carlos Lleras Restrepo elnök a várost az újonnan létrehozott Cesar megye székhelyévé tette. A megye első kormányzójává Alfonso López Michelsent választották.

## Turizmus, látnivalók, kultúra
A város a világ számos pontján ismert az innen származó, karibi hatásokat mutató vallenato zenei stílusról. A településen több fesztivált is tartanak rendszeresen, ezek egy része vallási ünnepekhez kötődik.
Valledupar kedvelt fürdőhelye a Guatapurí folyó, amelynek partján egy helyi legendára emlékezve egy arany színű sellőszobrot is felállítottak. A város épületei és közterületei közül nevezetes a 17. századi Szeplőtelen Fogantatás templom, a Purrututú utca régi házai, a Harmonikamúzeum, az Alfonso López Pumarejo tér, az El Helado park és a Consuelo Araujo Nogueráról szóló legenda parkja. Híres emlékművek az 1994-ben emelt Obeliszk, Upar kacika szobra, Hernando de Santana szobra, a vallenato-zenészek szobra, Leandro Díaz vallenato-zeneszerző szobra, a Coliseo csarnok mellett levő Los Poporos szoborcsoport, a Los Juglares köröndön található, Diomedes Díaznak és Martín Elíasnak emléket állító szoborcsoport, valamint Gabriel Beltrán szobrászművész modern alkotása, a Mi pedazo de acordeón (nevének jelentése: „az én harmonikadarabom”).

## Képek

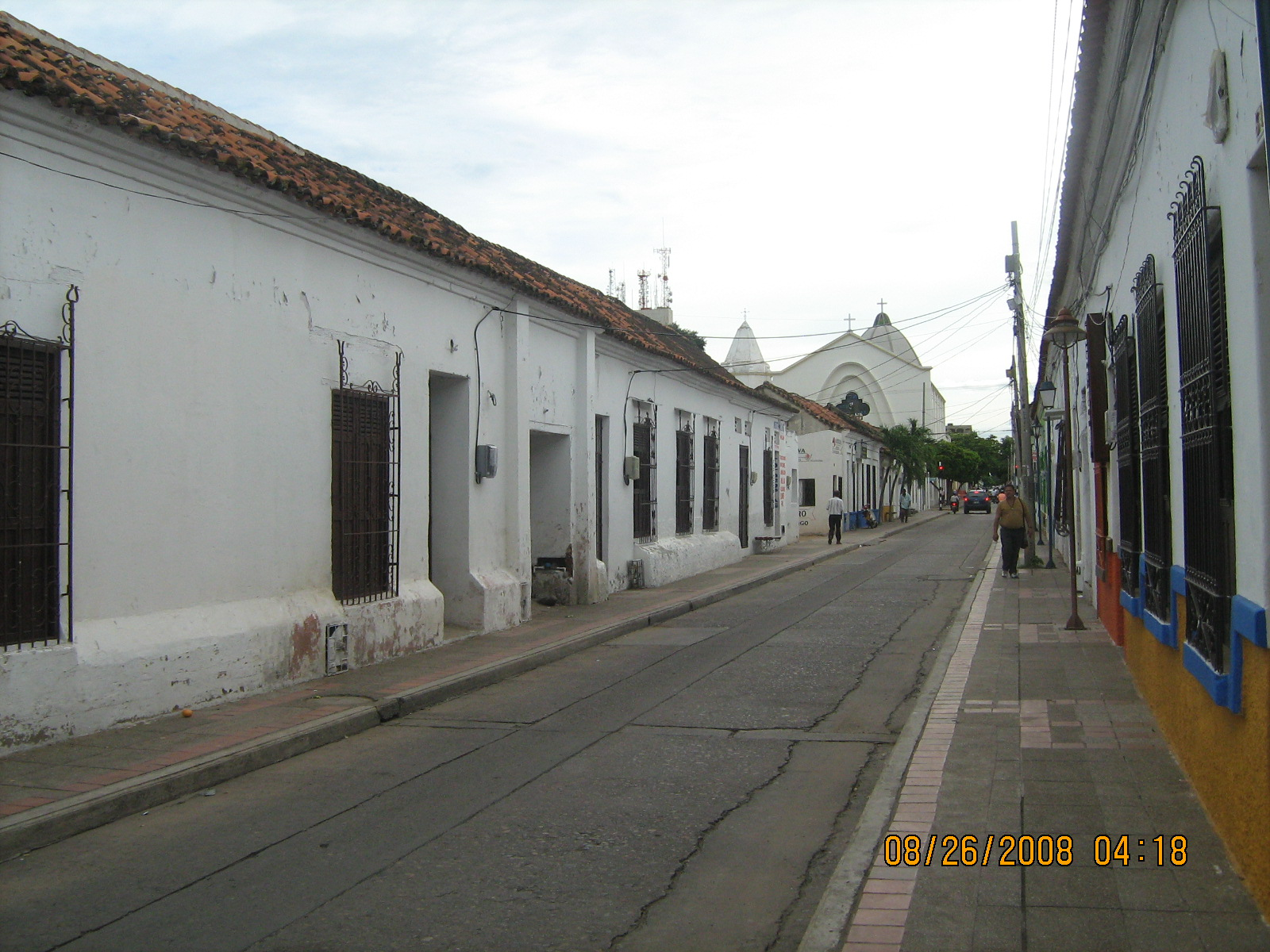
A 15. utca régi házai
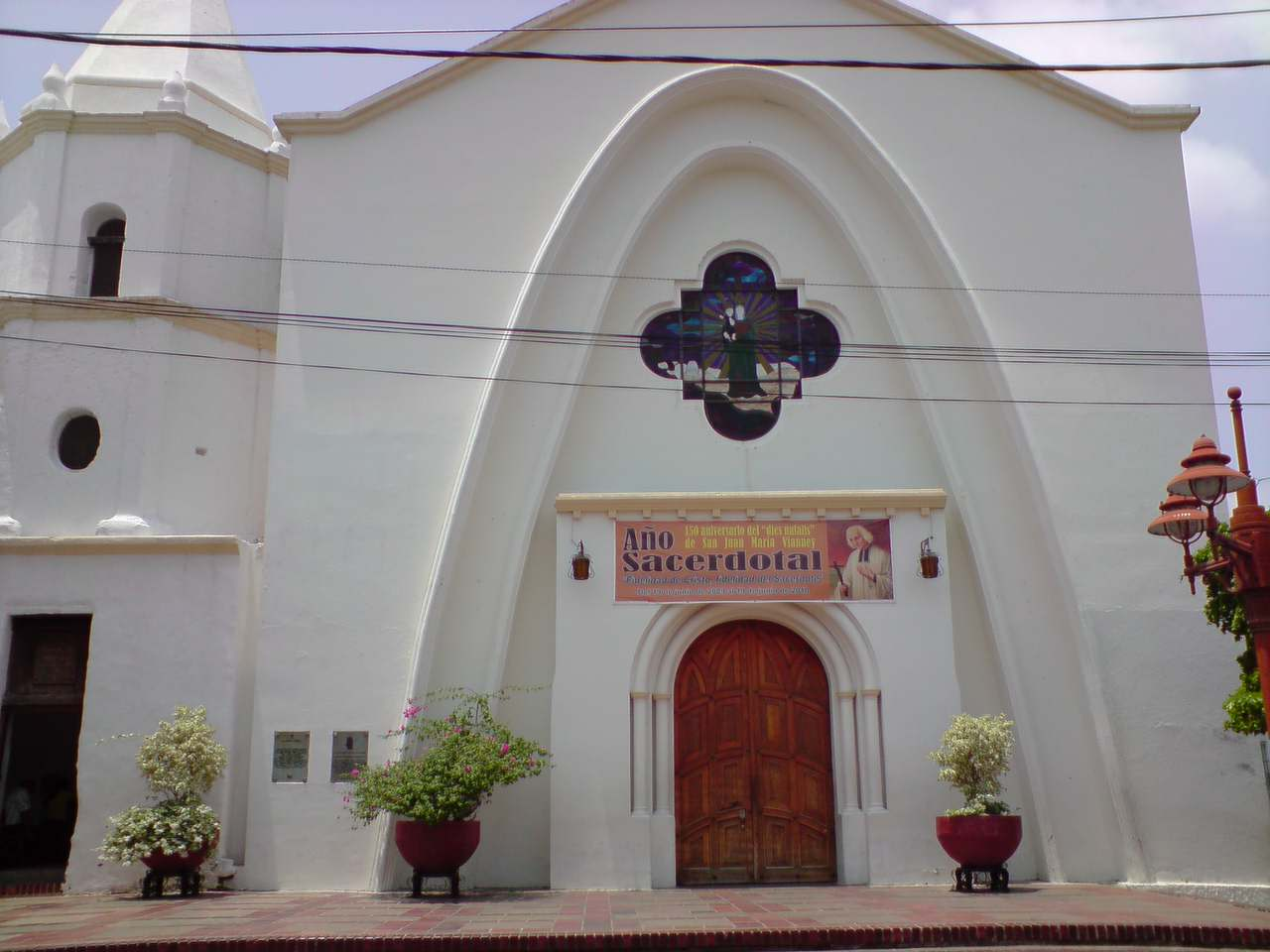
A székesegyház
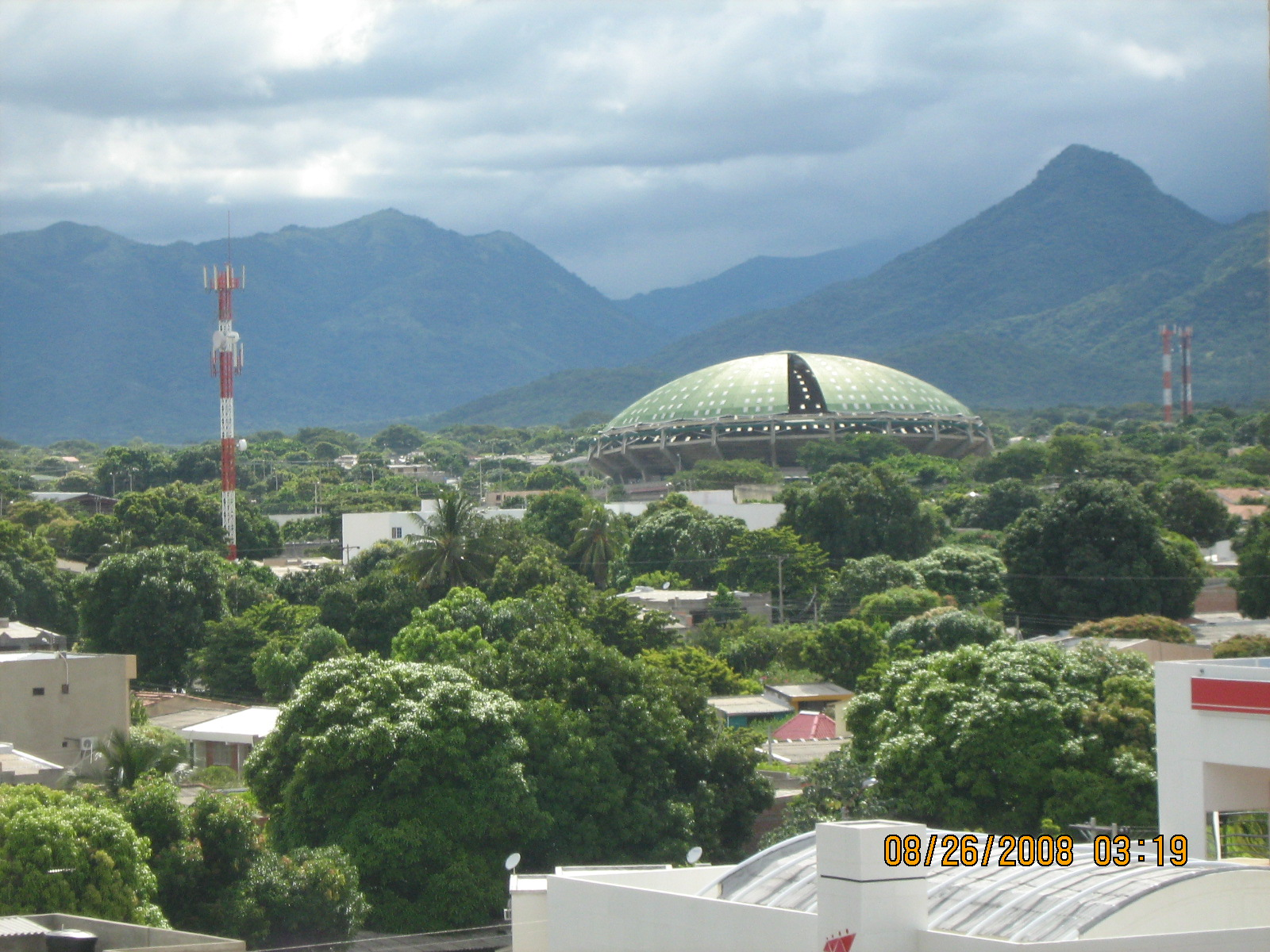
Látkép a Coliseo de Valledupar épülettel
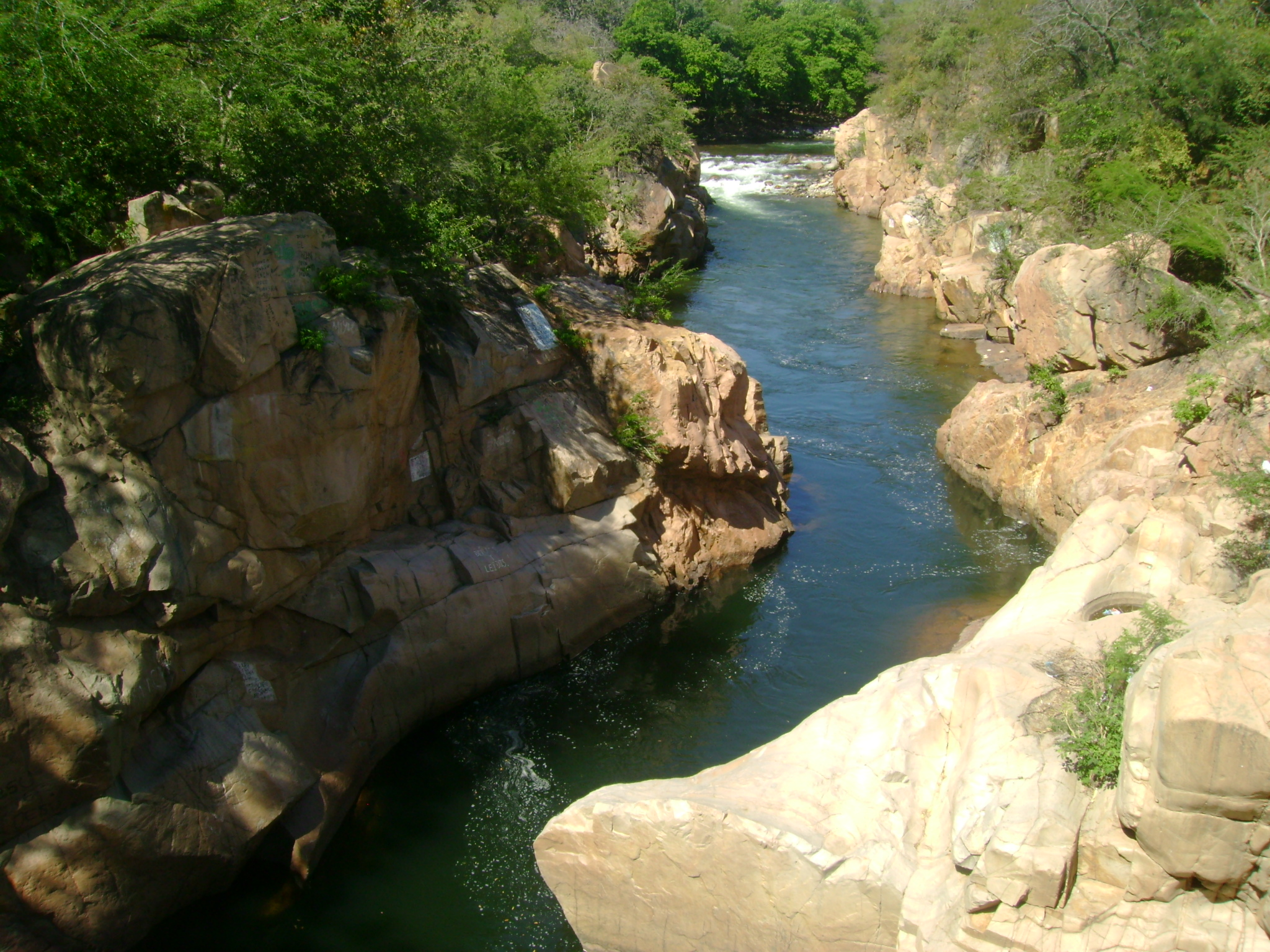
A Guatapurí folyó Valleduparnál